# 1741 Giclas
1741 Giclas este un asteroid din centura principală, descoperit pe 26 ianuarie 1960, de Goethe Link Obs..